# Cantores Viridimontani
Cantores Viridimontani - Zielonogórskie Towarzystwo Śpiewacze) – kameralny zespół wokalny, który specjalizuje się w wykonawstwie muzyki renesansu oraz baroku. Założony został w 1993 roku przez Jerzego Markiewicza.